# Pîlatkivți, Borșciv
Pîlatkivți (în ucraineană Пилатківці) este localitatea de reședință a comunei Pîlatkivți din raionul Borșciv, regiunea Ternopil, Ucraina.

## Demografie
Componența lingvistică a localității Pîlatkivți
     Ucraineană (99,76%)
     Alte limbi (0,24%)
Conform recensământului din 2001, majoritatea populației localității Pîlatkivți era vorbitoare de ucraineană (99,76%), existând în minoritate și vorbitori de alte limbi.